# Lamer Exterminator
Lamer Exterminator è un virus informatico realizzato per il Commodore Amiga (modelli interessati: AMIGA 500, AMIGA 1000, AMIGA 2000A, AMIGA 2000B). È stato individuato per la prima volta in Germania nell'ottobre del 1989. Si tratta di un virus residente del boot sector (settore di avvio).
Una sua caratteristica, la sovrascrittura del bootblock con ripetizione della stringa "LAMER!" per 84 volte, è ritenuta all'origine del termine informatico Lamer. 